# Pleocyemata

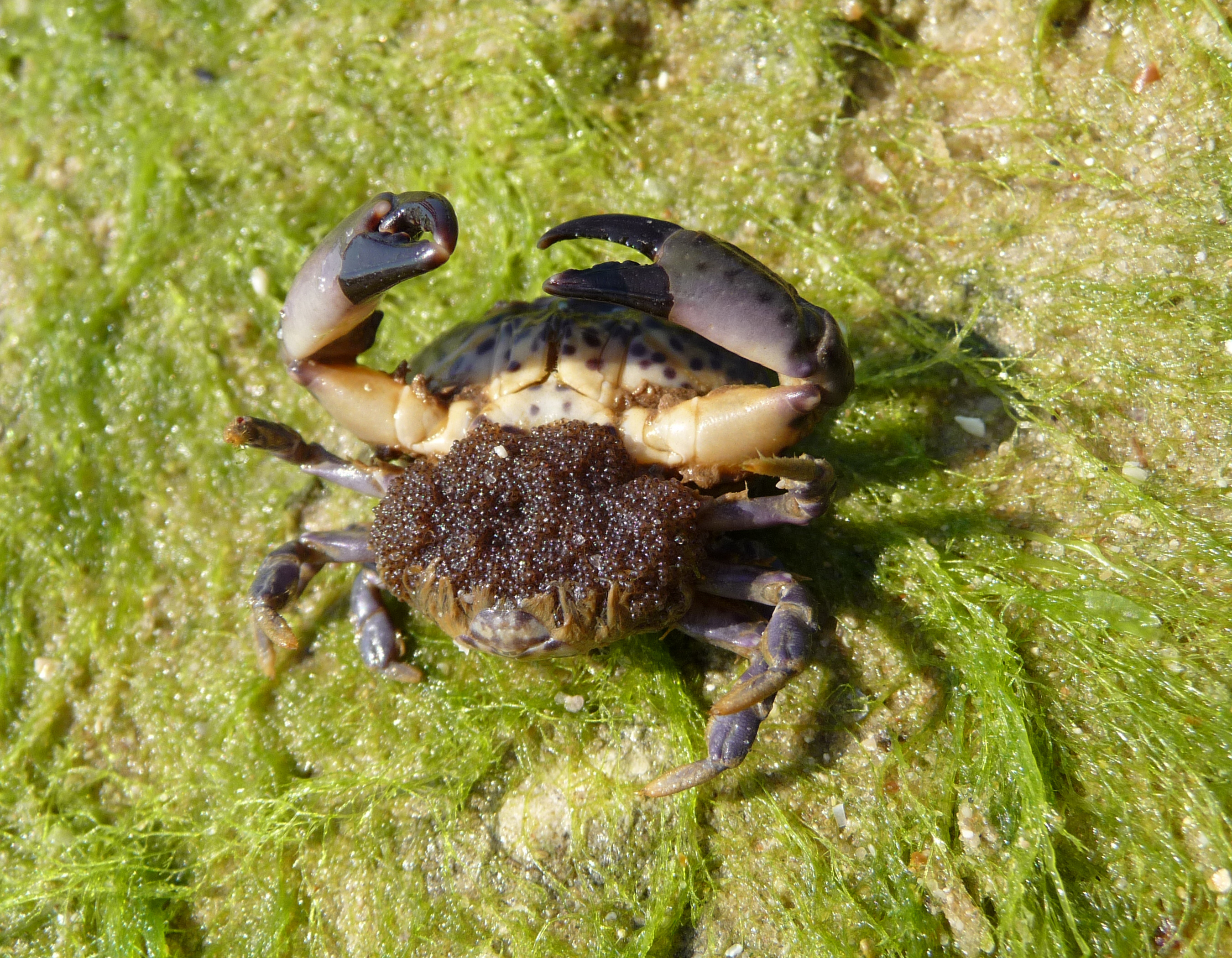
Fêmea de Xantho poressa com ovos.

Pleocyemata Burkenroad, 1963 é uma subordem de crustáceos decápodes que inclui a maioria das espécies da ordem Decapoda. Pertencem a este agrupamento taxonómico as lagostas sensu lato, os caranguejos e alguns camarões. A subordem Pleocyemata em conjunto com subordem irmã Dendrobranchiata, consideradas clados monofiléticos, substituem as antigas subordens Reptantia e Natantia.

## Descrição
Pleocyemata é uma subordem de crustáceos decápodes que inclui os vários tipos de camarões, além dos caranguejos, lagostins, lagostas e outras formas similares. A subordem Pleocyemata tem como grupo irmão a subordem Dendrobranchiata, caracterizada por apresentar dendrobrânquias.
Esta subordem foi criada para substituir a antiga classificação, a todas os títulos artificial, que dividia os decápodes em dois grupos: (1) o grupo Natantia, com os decápodes nadadores; e (2) o grupo Reptantia, com os decápodes reptantes. Apesar destes termos terem sido amplamente abandonados como táxons formais, ainda servem um propósito descritivo útil (da mesma forma como os adjetivos errantes e sedentários que se prestam aos anelídeos poliquetos), pelo que menções a «decápodes natantes» e «decápodes reptantes» são ainda frequentemente encontradas na literatura.
Os membros deste subordem partilham numerosas características, sendo a mais importante, e a que dá nome ao grupo, a incubação dos ovos fecundados pela fêmea mantendo-os retidos por adesão aos pleópodes (pernas nadadoras) até à eclosão. Os ovos eclodem em algum estágio posterior à larva náuplio.

## Taxonomia

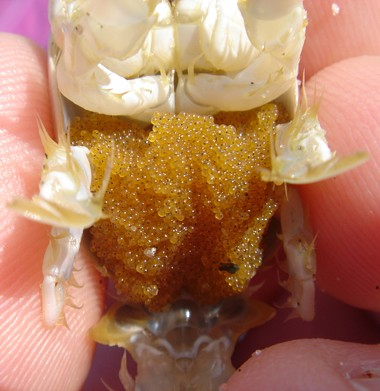
Fêmea de Emerita analoga com ovos.

Instituída por Martin Burkenroad em 1963, a classificação de Burkenroad substituiu as precedentes subordens Natantia e Reptantia com os grupos monofiléticos Dendrobranchiata e Pleocyemata. O grupo Pleocyemata agrupa todos os componentes de Reptantia, incluindo Stenopodidea e Caridea. A subordem inclui as seguintes infraordens e superfamílias:
- Infraordem Stenopodidea Claus, 1872
- Infraordem Caridea Dana, 1852

Superfamília Procaridoidea Chace & Manning, 1972
Superfamília Galatheacaridoidea Vereshchaka, 1997
Superfamília Pasiphaeoidea Dana, 1852
Superfamília Oplophoroidea Dana, 1852
Superfamília Atyoidea de Haan, 1849
Superfamília Bresilioidea Calman, 1896
Superfamília Nematocarcinoidea Smith, 1884
Superfamília Psalidopodoidea Wood-Mason & Alcock, 1892
Superfamília Stylodactyloidea Bate, 1888
Superfamília Campylonotoidea Sollaud, 1913
Superfamília Palaemonoidea Rafinesque, 1815
Superfamília Alpheoidea Rafinesque, 1815
Superfamília Processoidea Ortmann, 1890
Superfamília Pandaloidea Haworth, 1825
Superfamília Physetocaridoidea Chace, 1940
Superfamília Crangonoidea Haworth, 1825
- Infraordem Astacidea Latreille, 1802

Superfamília Glypheoidea Winkler, 1883
Superfamília Enoplometopoidea de Saint Laurent, 1988
Superfamília Nephropoidea Dana, 1852
Superfamília Astacoidea Latreille, 1802
Superfamília Parastacoidea Huxley, 1879
- Infraordem Thalassinidea Latreille, 1831

Superfamília Thalassinoidea Latreille, 1831
Superfamília Callianassoidea Dana, 1852
Superfamília Axioidea Huxley, 1879
- Infraordem Palinura Latreille, 1802

Superfamília Eryonoidea de Haan, 1841
Superfamília Palinuroidea Latreille, 1802
- Infraordem Anomura MacLeay, 1838

Superfamília Lomisoidea Bouvier, 1895
Superfamília Galatheoidea Samouelle, 1819
Superfamília Hippoidea Latreille, 1825
Superfamília Paguroidea Latreille, 1802
- Infraordem Brachyura Latreille, 1802

Secção Dromiacea de Haan, 1833
Superfamília Homolodromioidea Alcock, 1900
Superfamília Dromioidea de Haan, 1833
Superfamília Homoloidea de Haan, 1839
Secção Eubrachyura de Saint Laurent, 1980
Subsecção Raninoida de Haan, 1839
Superfamília Raninoidea de Haan, 1839
Superfamília Cyclodorippoidea Ortmann, 1892
Subsecção Heterotremata Guinot, 1977
Superfamília Dorippoidea MacLeay, 1838
Superfamília Calappoidea Milne Edwards, 1837
Superfamília Leucosioidea Samouelle, 1819
Superfamília Majoidea Samouelle, 1819
Superfamília Hymenosomatoidea MacLeay, 1838
Superfamília Parthenopoidea MacLeay, 1838
Superfamília Retroplumoidea Gill, 1894
Superfamília Cancroidea Latreille, 1802
Superfamília Portunoidea Rafinesque, 1815
Superfamília Bythograeoidea Williams, 1980
Superfamília Xanthoidea MacLeay, 1838
Superfamília Bellioidea Dana, 1852
Superfamília Potamoidea Ortmann, 1896
Superfamília Pseudothelphusoidea Ortmann, 1893
Superfamília Gecarcinucoidea Rathbun, 1904
Superfamília Cryptochiroidea Paulson, 1875
Subsecção Thoracotremata Guinot, 1977
Superfamília Pinnotheroidea de Haan, 1833
Superfamília Ocypodoidea Rafinesque, 1815
Superfamília Grapsoidea MacLeay, 1838